# نادي براغي
نادي براغي (بالإنجليزية: Idrottsklubben Brage) نادي كرة قدم سويدي يلعب في دوري السوبر. تم تأسيس النادي في سنة 1925 .